# NGC 7372
NGC 7372 est une vaste galaxie spirale relativement éloignée et située dans la constellation de Pégase. Cette galaxie a été découverte par l'astronome allemand Albert Marth en 1864. Sa vitesse par rapport au fond diffus cosmologique est de 11 332 ± 26 km/s, ce qui correspond à une distance de Hubble de 167,1 ± 11,7 Mpc (∼545 millions d'al).
NGC 7372 présente une large raie HI.

## Supernova
Deux supernovas ont été découvertes dans NGC 7372 : SN 2009hj et SN 2010if.

### SN 2009hj
Cette supernova a été découverte le 26 juin 2009 dans le cadre du programme LOSS (Lick Observatory Supernova Search) de l'Observatoire de Lick. Cette supernova était de type II et sa magnitude au moment de sa découverte était de 19,1.

### SN 2010if
Cette supernova a été découverte le 26 septembre 2010 également dans le cadre du programme LOSS (Lick Observatory Supernova Search) de l'Observatoire de Lick. Cette supernova était de type Ib et sa magnitude au moment de sa découverte était de 19,3.